# Ratpenat trident de Patrizi
El ratpenat trident de Patrizi (Asellia patrizii) és una espècie de ratpenat de la família dels hiposidèrids. Viu a Eritrea, Etiòpia i Aràbia Saudita. El seu hàbitat natural són coves i edificis, i terres seques com el desert parcial del Parc Nacional Awash. No hi ha cap amenaça significativa per a la supervivència d'aquesta espècie, tot i que està afectada per la pertorbació de l'hàbitat.